# Virgo (detektor)
Virgo je detektor gravitačních vln umístěný v Itálii u města Pisa. Byl postaven v roce 2000. Provozuje jej konsorcium EGO (European Gravitational Observatory), které původně založily Itálie a Francie; později k nim přistoupily ještě Nizozemsko, Španělsko, Polsko a Maďarsko.
Prvním záznamem gravitačních vln byly 14. srpna 2017 vlny označované jako GW170814, které byly vyprodukovány srážkou dvou černých děr. Šlo o první vlny zachycené současně detektory LIGO a Virgo. O tři dny později následovala známější detekce GW170817, při níž byly poprvé zaznamenány vlny způsobené srážkou dvou neutronových hvězd – jevem označovaným jako kilonova.

## Charakteristika

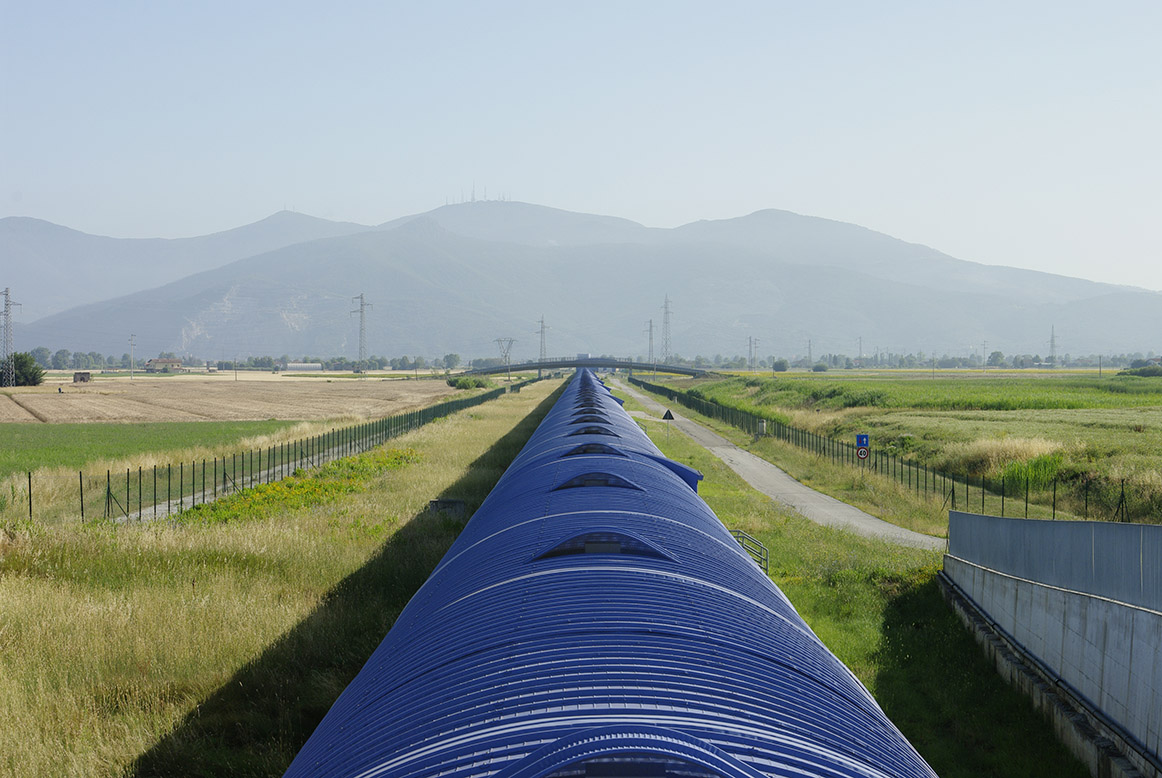
Západní rameno detektoru

Detektor pracuje stejně jako známější americký detektor LIGO na principu porovnávání dvou identických laserových paprsků v interferometru. Je tvořen dvěma rameny o délce 3 km svírajícími pravý úhel. V nich jsou ve vakuu vyslány dva identické laserové paprsky, které se na konci ramen odrazí od zrcadel a v místě styku se v interferometru porovnají. V nerušeném prostoru by měly být jejich dráhy ideálně stejné a paprsky by tedy měly dorazit ve stejné fázi. Pokud však zařízením projdou gravitační vlny, délky obou ramen se nepatrně změní a paprsky se potkají fázově posunuté. Výsledný paprsek by tak měl mít jinou intenzitu než ve stavu bez gravitačních vln.
Detektor Virgo úzce spolupracuje s dvěma americkými detektory LIGO, protože jen kombinací všech tří měření je možné určit místo na obloze, odkud gravitační vlny přišly.

### Historie
V první fázi pozorování detektor Virgo nezachytil žádné gravitační vlny. Proto byl v roce 2011 odstaven a vylepšen: byl vybaven novými zrcadly, byla vylepšena jeho odolnost proti středním zemětřesením a bylo zvýšeno vakuum v prostoru, v němž se paprsek pohybuje. Citlivost detektoru tím vzrostla více než 10×. Do provozu byl uveden pod označením Advanced Virgo koncem roku 2016. 